# 361712 Liuhui
361712 Liuhui è un asteroide della fascia principale. Scoperto nel 2007, presenta un'orbita caratterizzata da un semiasse maggiore pari a 2,681250 UA e da un'eccentricità di 0,228129, inclinata di 12,563263° rispetto all'eclittica.